# Anna Risi
Anna Risi, anche nota con il soprannome Nanna (Genzano di Roma, 14 luglio 1839 – Roma, 18 maggio 1900), è stata una modella italiana. Nel corso della sua carriera fece da modella per vari pittori importanti e per cinque anni fu la musa e l'amante del pittore tedesco Anselm Feuerbach.

## Biografia

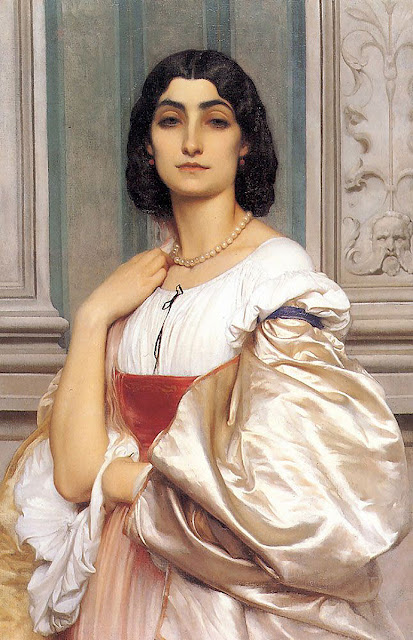
Anna Risi ritratta da Leighton nel dipinto Una dama romana del 1858.

Anna Risi nacque da Vincenzo Risi e Brigitta Pascucci a Genzano di Roma, il 14 luglio 1839. Ella era la moglie di un semplice calzolaio del quartiere degli artigiani di Trastevere, a Roma. Ella aveva già posato per vari artisti, come Richard G. Dorment o Frederic Leighton, quando incontrò Feuerbach nel marzo o nell'aprile del 1860. Questi scrisse che lei era la modella che cercava per la sua Ifigenia e che era "una reincarnazione della bellezza antica, con il suo profilo greco, i suoi capelli neri, la siluetta altezzosa". Feuerbach rimase talmente affascinato da lei che la ritrasse in 28 ritratti in sei anni. Queste opere la ritraevano il più delle volte con lo sguardo abbassato e con una posa melanconica. Fu sempre lei che gli fece da modella per numerosi personaggi femminili storici o mitologici e figure della bellezza antica e rinascimentale, come Medea, Ifigenia, Miriam o Bianca Cappello.
Anna Risi divenne l'amante di Feuerbach in una relazione ostacolata dalla sifilide della quale soffriva il pittore. I due si lasciarono nel 1865. Lei lo rivide a Roma nel 1866, ma lui ora aveva come modella Lucia Brunacci. Ciononostante, il pittore tedesco si ricordava ancora di lei quando decise di darle le fattezze della dea Afrodite nel suo dipinto Il giudizio di Paride del 1869.
Nanna continuò a posare per dei pittori stranieri. Albert Hertel, influenzato da Feuerbach, che viveva anche lui nell'Urbe dal 1863, fece uno studio su di lei nel 1866. Nella Staatliche Kunsthalle Karlsruhe si trovano due ritratti che la rappresentano, uno di Ferdinand Keller e l'altro di Nathanael Schmitt, databile al 1874. Si sa poco del resto della sua vita, ma è certo che Anna morì il 18 maggio 1900 all'età di sessant'anni, come testimonia il certificato di morte.

## Omaggi
L'asteroide 1203 Nanna prende il nome da lei in quanto uno dei suoi ritratti era di proprietà della famiglia dello scopritore Maximilian Wolf.

## Galleria d'immagini

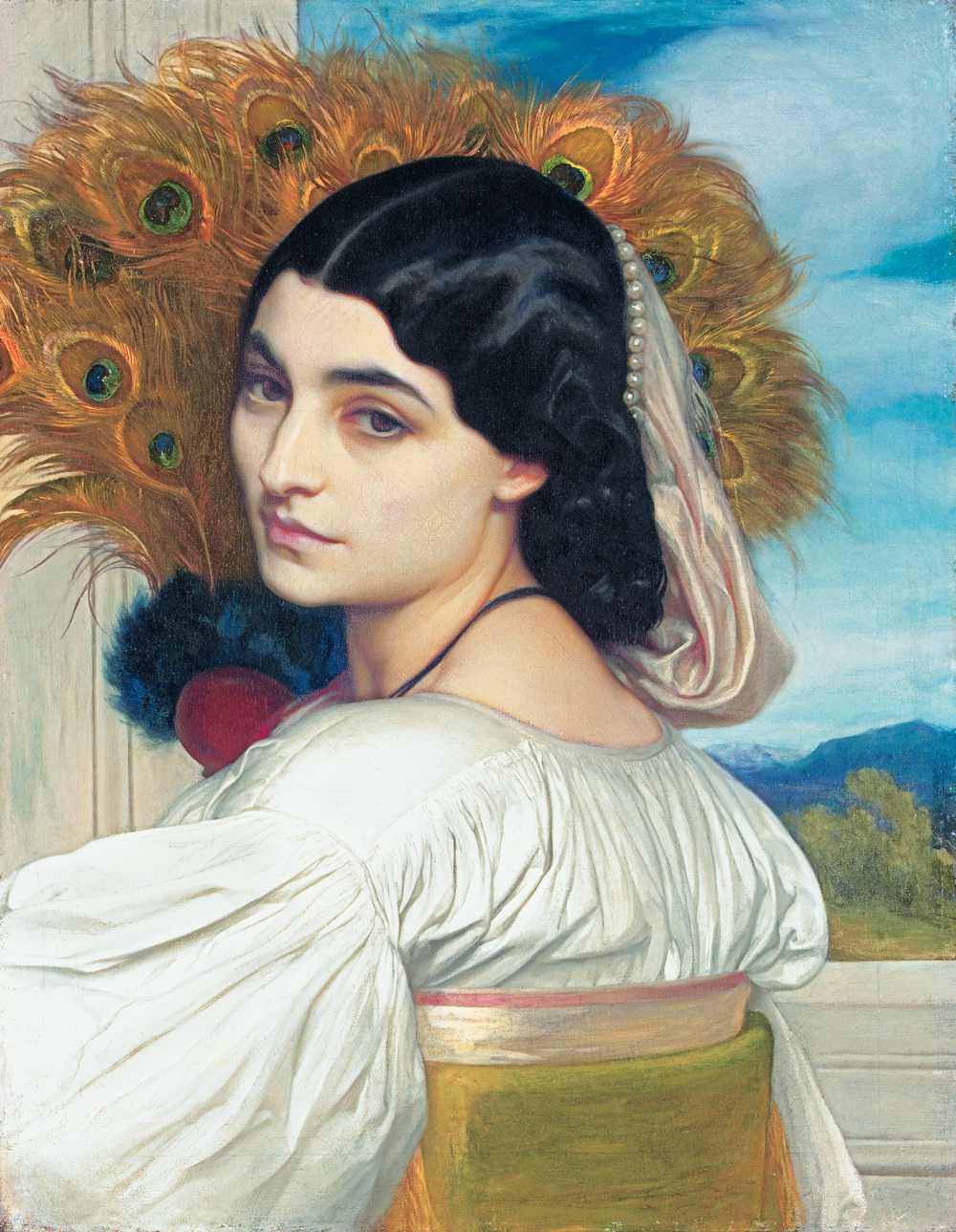
Frederic Leighton, Pavonia, 1859
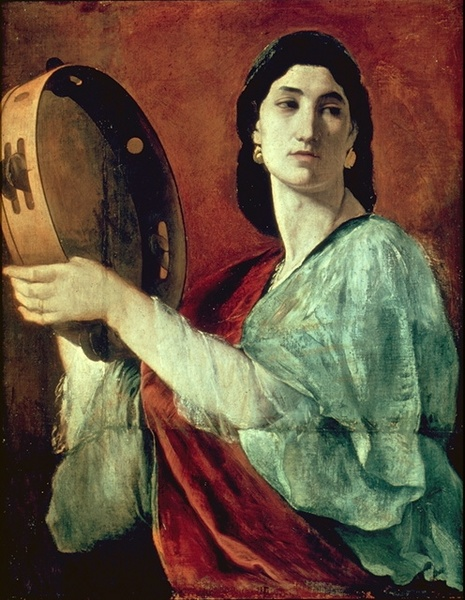
Anselm Feuerbach, Miriam, 1862
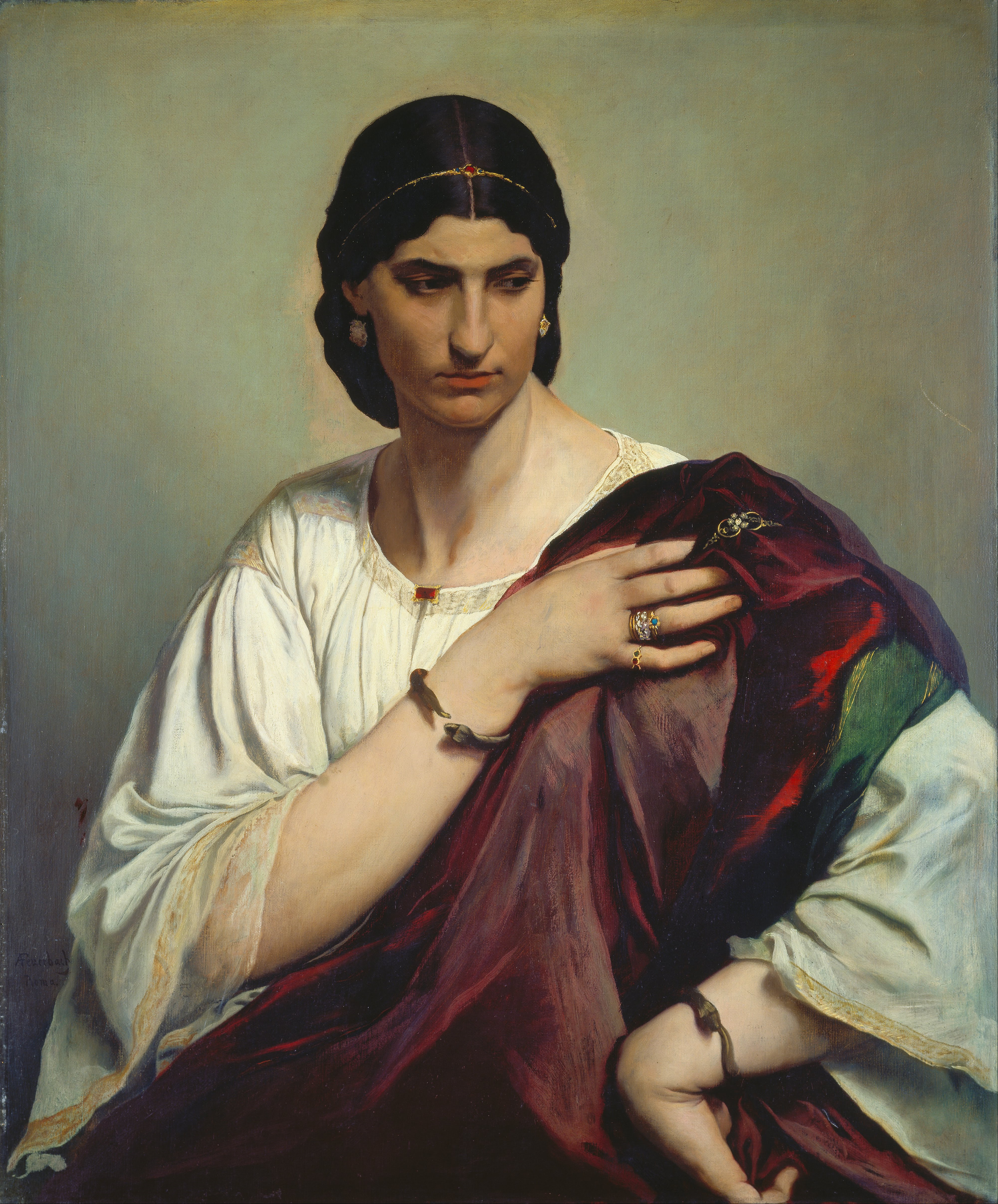
Anselm Feuerbach, Ritratto di una romana, 1862-66
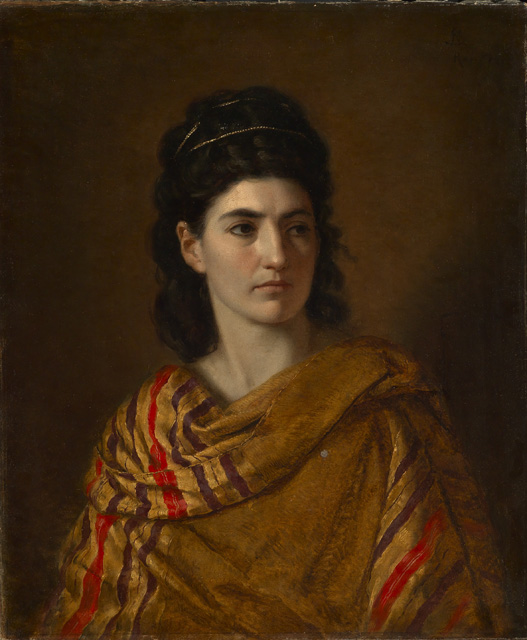
Nathanael Schmitt, Ritratto di Nanna Risi, 1874